# 樂陵郡 (劉宋)
樂陵郡，中國南朝宋時設置的僑郡。

## 沿革
宋文帝元嘉九年（432年），分青州僑置冀州，割土置郡縣，遂分樂安郡僑置樂陵郡，在今山東省博興縣、高青縣一帶。治樂陵（今山東省博興縣），領五僑縣：樂陵、陽信、新樂、厭次、濕沃。
北魏獻文帝皇興三年（469年），攻佔南朝宋青、冀二州，改置青州，樂陵郡改屬青州。北齊文宣帝天保七年（556年），廢樂陵郡及其領縣。

## 人口
- 宋孝武帝大明八年（464年），樂陵郡有3103戶、16661口。[5]
- 東魏孝靜帝武定中（543年－550年），樂陵郡有7971戶、18515口。[6]

## 長官

### 樂陵太守
- 崔曠，字元達，清河鄃人，宋文帝時在任。[7]
- 劉懷珍，字道玉，平原人，宋孝武帝大明二年（458年）至三年（459年）在任。[8]
- 傅乾愛，清河人，宋孝武帝時在任。[9]
- 房思安，清河繹幕人，北魏獻文帝時在任。[10]
- 張敬伯，清河東武城人，北魏獻文帝時在任。[11]
- 王蓋海，高平人，北魏時在任。[12]

### 樂陵內史
- 崔接，字顯賓，博陵安平人，北魏宣武帝時在任。[13]
- 蘇淑，字仲和，武邑人，北魏、東魏之際在任。[14]

## 國主
- 樂陵密王元思譽，？－496年、499年－507年在位，492年五等開建時實封。
  - 樂陵惠王元景略，？－516年在位。
    - 樂陵王元霸，？－550年在位。[15]